# 카푸아스강
카푸아스강(문화어: 까뿌아스 강, 인도네시아어: Sungai Kapuas 숭아이 까뿌아스[*], 영어: Kapuas River 카푸아스 리버[*])은 칼리만탄 서부를 흐르는 강이다. 세계의 섬들에서 가장 긴 강으로, 인도네시아의 하천 중에서는 최장 길이로 알려져 있다.

## 같이 보기
- 인도네시아의 지리
- 매끌롱강
- 짜오프라야강